# Teemu Pukki
Teemu Eino Antero Pukki (ur. 29 marca 1990 w Kotce) – fiński piłkarz, występujący na pozycji napastnika w fińskim klubie HJK Helsinki oraz w reprezentacji Finlandii. Uczestnik Mistrzostw Europy 2020.
W swojej karierze występował m.in. w takich klubach jak: Norwich City, FC Schalke 04, Bröndby IF, Celtic Glasgow, Sevilla czy Minnesota United.

## Kariera klubowa
Pukki zawodową karierę rozpoczynał w 2006 w klubie FC KooTeePee, grającym w Veikkausliidze. W tych rozgrywkach zadebiutował 21 kwietnia 2006 w wygranym 2:1 meczu z HJK Helsinki. 3 maja 2007 w wygranym 1:0 spotkaniu z FC Viikingit strzelił pierwszego gola w Veikkauliidze. W KooTeePee Pukki spędził dwa sezony. W tym czasie rozegrał tam 29 ligowych spotkań i zdobył 3 bramki.
W styczniu 2008 Pukki przeszedł do hiszpańskiej Sevilli. Najpierw został włączony do jej drużyny U-18, a potem został przesunięty do zespołu rezerw – Sevilla Atlético, grającego w Segunda División. W tej lidze pierwszy mecz zaliczył 4 października 2008 przeciwko Realowi Sociedad (1:0). 25 stycznia 2009 w przegranym 0:2 meczu rozgrywek Primera División z Racingiem Santander Pukki zadebiutował w barwach pierwszej drużyny Sevilli. Potem powrócił do drużyny rezerw, z którymi w 2009 spadł do Segunda División B.
W 2010 Pukki wrócił do Finlandii, gdzie został graczem klubu HJK Helsinki. W sierpniu 2011 jego klub walczył w decydującej fazie ligi europejskiej przeciwko FC Schalke 04. Pukki strzelił w dwumeczu 3 gole, ale jego zespół odpadł po wygranej 2:0 i przegranej 1:6. Kilkanaście dni później Teemu Pukki został piłkarzem właśnie Schalke Gelsenkirchen.
W 2013 przeszedł do Celticu za 2,4 miliona funtów. Zadebiutował w wygranym 3:1 meczu z Heart of Midlothian FC strzelając gola. 1 września 2014 został wypożyczony z opcją pierwokupu do Brøndby IF.

## Kariera reprezentacyjna
W reprezentacji Finlandii Pukki zadebiutował 4 lutego 2009 w przegranym 1:5 towarzyskim meczu z Japonią.

## Sukcesy

### Sevilla U-19
- Młodzieżowy Puchar Króla: 2008

### HJK Helsinki
- Mistrzostwo Finlandii: 2010, 2011
- Puchar Finlandii: 2011

### Celtic
- Mistrzostwo Szkocji: 2013/2014

### Brøndby IF
- Puchar Danii: 2017/2018

### Norwich City
- Championship: 2018/2019

### Indywidualne
- Król strzelców Championship: 2018/2019 (29 goli)
- Gracz sezonu Championship: 2018/2019
- Drużyna sezonu Championship: 2018/2019
- Drużyna roku Championship (PFA): 2018/2019
- Gracz miesiąca w Premier League: sierpień 2019

### Rekordy
- Najskuteczniejszy zawodnik w historii reprezentacji Finlandii: 37 goli